# William Henry Beveridge

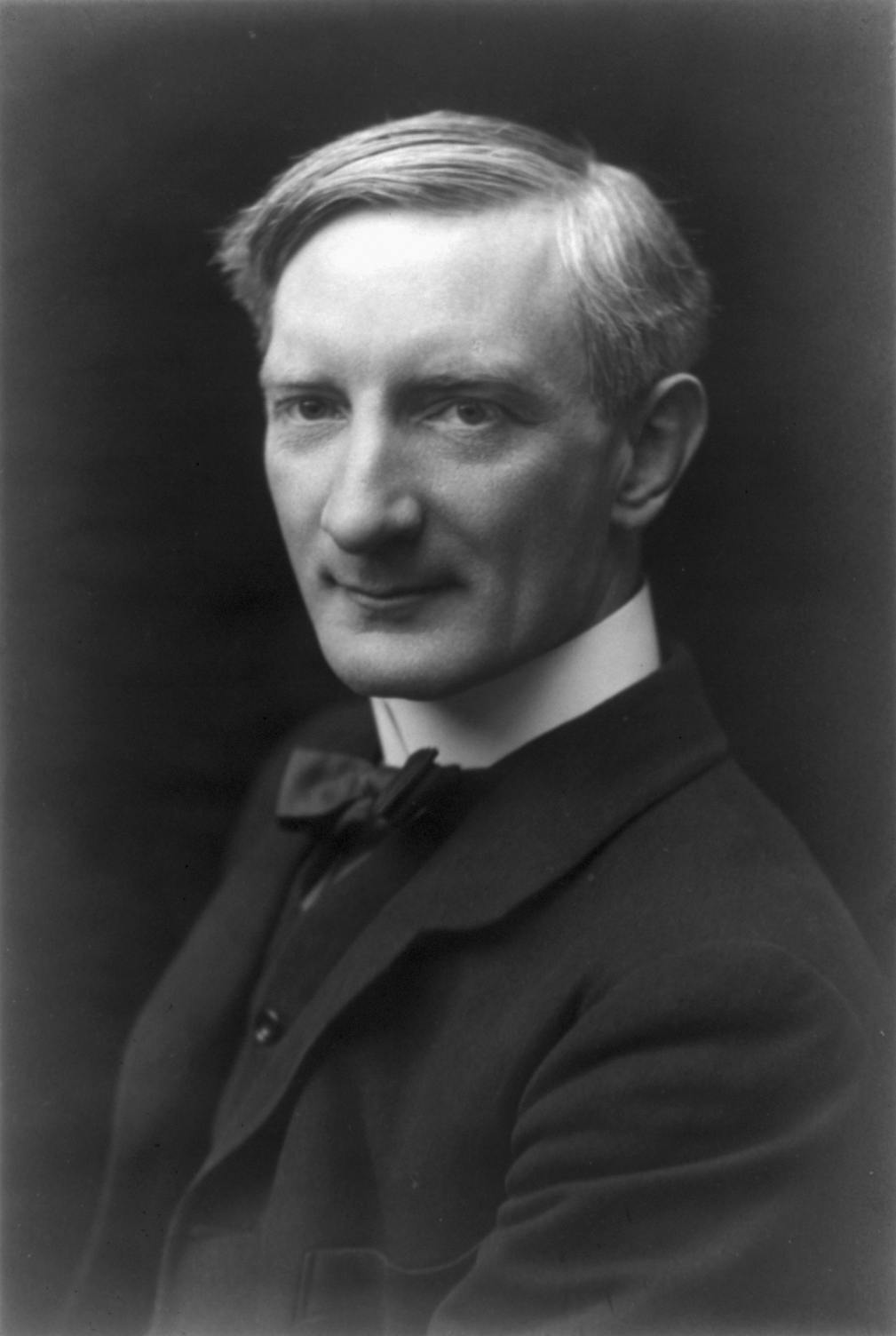
Sir William H. Beveridge, 1910er Jahre.

William Henry Beveridge, 1. Baron Beveridge, KCB (* 5. März 1879 in Rangpur, Bengalen; † 16. März 1963 in Oxford, England) war ein britischer Ökonom und Politiker. Von 1919 bis 1937 war er Direktor der London School of Economics.
Bekannt ist Beveridge vor allem wegen des 1942 veröffentlichten Berichts Social Insurance and Allied Services (besser bekannt als Beveridge Report), der zur Grundlage des Aufbaus der sozialen Sicherungssysteme im Großbritannien der Nachkriegszeit, insbesondere des National Health Service wurde. Seine Vorstellungen hatten großen Einfluss auf die Ausgestaltung der Sozialversicherungssysteme in Großbritannien und den skandinavischen Staaten. Sie sind im Wesentlichen eine aus Steuermitteln finanzierte, staatlich organisierte, egalitäre Einheitsversicherung, die alle Bürger erfasst. Der deutsche Sozialstaat dagegen, dessen Wurzeln in der Bismarckschen Sozialgesetzgebung liegen, gab seinen sozialen Institutionen ein anderes Fundament aus vielfältig gegliederten, sich selbst verwaltenden Sozialversicherungen. Deren Leistungen finanzieren Beschäftigte und Unternehmen paritätisch durch Beiträge, deren Höhe vom Arbeitseinkommen abhängt.
Nach Beveridge ist auch die Beveridge-Kurve der Wirtschaftswissenschaften benannt, bei der die Arbeitslosenzahlen und die offenen Stellen gegenübergestellt werden. Außerdem versteht man unter dem Beveridge-Modell eine staatlich finanzierte Gesundheitsversorgung.

## Beveridges frühe Karriere

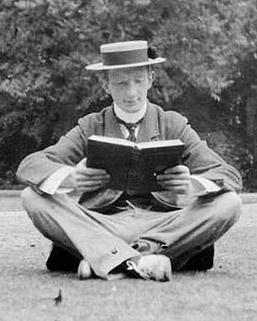
William am Balliol College der University of Oxford.

William Beveridge war der älteste Sohn von Annette und Henry Beveridge, einem Richter des Indian Civil Service, der von den Briten installierten indischen Verwaltung. Er wurde in Rangpur am 5. März 1879 geboren. Nach seiner Ausbildung an der Charterhouse School und dem Studium am Balliol College in Oxford wurde er Rechtsanwalt. Er interessierte sich für Sozialarbeit und schrieb zu diesem Thema für die Zeitung Morning Post. Bereits 1908 galt er als führender Fachmann zum Thema Arbeitslosenversicherung. Er wurde Mitglied des Board of Trade und wirkte an der Einführung des nationalen Systems von Labour Exchanges, lokalen Arbeitsvermittlungs- und Sozialagenturen (heute Jobcenterplus) im vereinigten Königreich mit. 1909 wurde er Direktor von Labour Exchanges. Seine Vorstellungen beeinflussten David Lloyd George und führten zur Verabschiedung des National Insurance Act im Jahr 1911. Während der liberalen Regierung von Herbert Asquith (1908–1914) war Beveridge Georges Berater in Fragen der Alterssicherung und Sozialversicherung.
Während des Ersten Weltkrieges war Beveridge mit der Mobilisierung und Kontrolle von Arbeitskräften befasst. Nach dem Krieg wurde er zum Ritter geschlagen und zum ständigen Sekretär des Ernährungsministeriums ernannt. 1919 verließ Beveridge den Staatsdienst und wurde Direktor der London School of Economics (LSE). In den folgenden Jahren war er Mitglied verschiedener Kommissionen und Komitees zur Sozialpolitik.
Beveridge war so stark von den Sozialisten der Fabian Society beeinflusst – besonders von Beatrice Potter Webb, mit der er 1909 den Poor Laws Report erarbeitete – dass man ihn durchaus zu deren Mitgliedern zählen könnte, unter denen er der beste Ökonom gewesen sein dürfte – seine frühen Arbeiten zur Arbeitslosigkeit (1909) und seine umfangreichen historischen Untersuchungen zu Preisen und Löhnen (1939) zeugen von seiner wissenschaftlichen Bedeutung genauso wie seine Gründung und Leitung des Internationalen wissenschaftlichen Komitees für die Geschichte der Preise. Die Fabians machten ihn 1919 zum Direktor der LSE, eine Funktion, die er bis 1937 behielt. Seine ständigen Gefechte mit Edwin Cannan und Lionel Robbins, die versuchten, die LSE ihren Fabianischen Wurzeln zu entwinden, sind heute legendär. 1937 wurde Beveridge zum Master of University College, Oxford ernannt.
Nachdem er Anfang 1933 auf dem Weg nach Wien durch das Deutsche Reich den Umgang mit Wissenschaftlern erlebte, gründete er zusammen mit Ernest Rutherford und Archibald Vivian Hill im April 1933 die Hilfsorganisation Academic Assistance Council (AAC; heute Council for Assisting Refugee Academics). Der AAC (ab 1935 Society for Protection of Science and Learning (SPSL)) erleichterte im Deutschen Reich vertriebenen oder verfolgten Wissenschaftlern die Flucht beziehungsweise Emigration. 1937 wurde er zum Mitglied der British Academy gewählt.

## Der Beveridge-Report

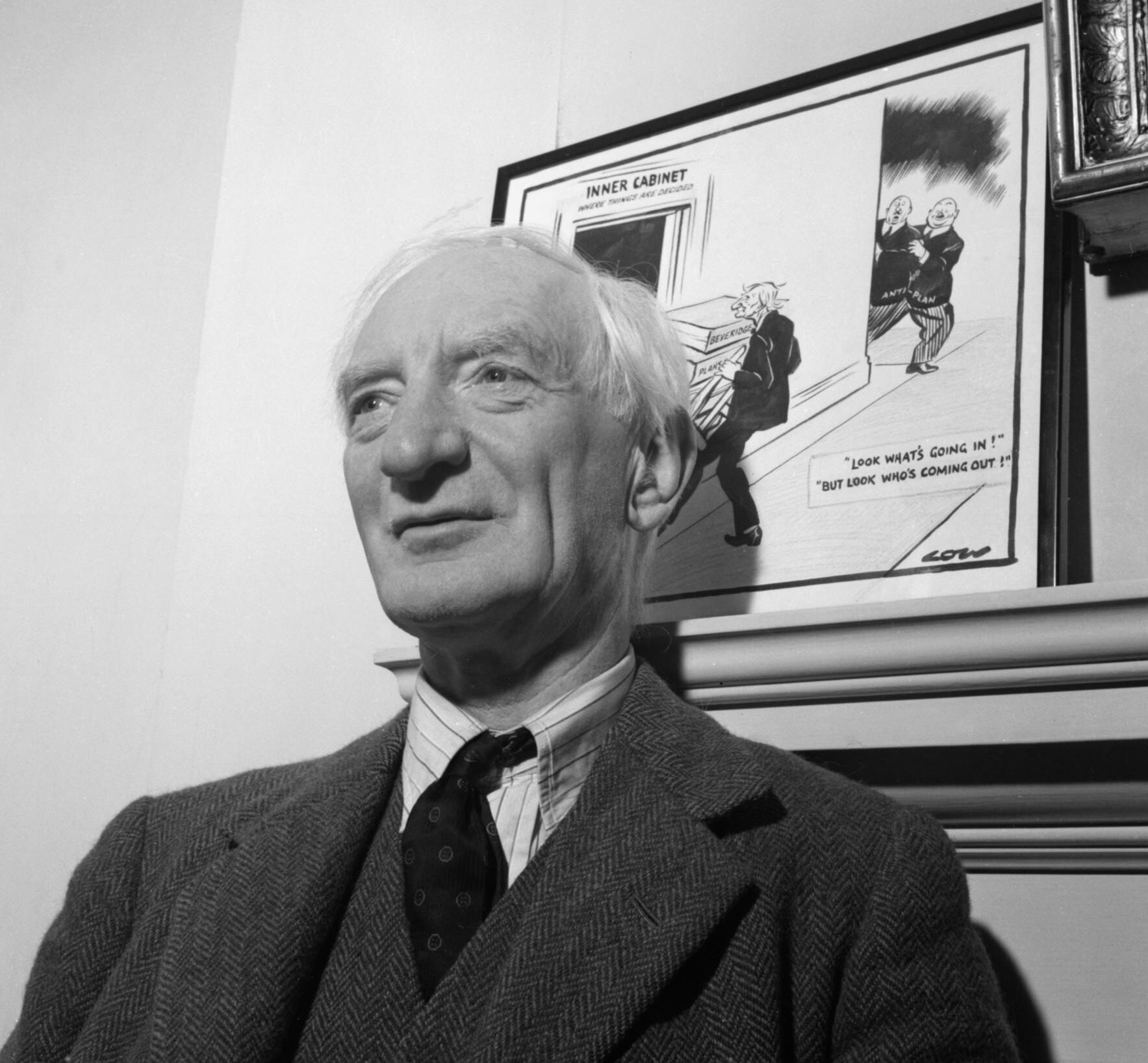
William H. Beveridge im Jahr 1943

Schon 1940 beauftragte Ernest Bevin Beveridge damit, die bestehenden Systeme zur sozialen Sicherung, die sich als zunehmend unhandhabbarer erwiesen hatten, zu untersuchen und Vorschläge zur Verbesserung zu unterbreiten. 1941 gab die Regierung dann einen Bericht in Auftrag, der sich mit dem Wiederaufbau Großbritanniens nach dem Zweiten Weltkrieg befassen sollte; es lag nahe, Beveridge damit zu betrauen.
Der Report to the Parliament on Social Insurance and Allied Services (bekannt als Beveridge-Report) wurde am 1. Dezember 1942 von der britischen Regierung veröffentlicht. In dem Bericht schlug Beveridge vor, dass alle Einwohner im arbeitsfähigen Alter einen wöchentlichen Beitrag an eine „nationale Versicherung“ einzahlen sollten. Als Ausgleich sollte Kranken, Arbeitslosen, Rentnern und Witwen Unterstützung gewährt werden. Beveridge wollte damit ein Existenzminimum für alle sichern. Er empfahl, die Regierung sollte sich vor allem der Bekämpfung der „fünf großen Übel“ Not, Krankheit, Unwissen, Elend und Untätigkeit widmen. Dies führte zum Aufbau eines modernen Wohlfahrtsstaates mit einem staatlichen Gesundheitsdienst, dem National Health Service (NHS).

“19. Plan for social security : XI. Medical treatment covering all requirements will be provided for all citizens by a National Health Service organised under the health departments and post-medical rehabilitation treatment will be provided for all persons capable of profiting by it.”

„Medizinische Behandlung, die alle Anforderungen erfüllt, wird allen Bürgern von einem Nationalen Gesundheitsdienst der Gesundheitsämter zur Verfügung gestellt, jeder, dem dies nützt, soll in den Genuss medizinischer Nachsorge und Rehabilitation kommen.“

Was den Bericht so bemerkenswert machte, war Beveridges überzeugende Argumentation, die seinen Vorschlägen breite Zustimmung auch unter den Konservativen und anderen Kritikern verschaffte. Beveridge argumentierte, dass die vorgeschlagenen Wohlfahrtseinrichtungen die Wettbewerbsfähigkeit der britischen Industrie in der Nachkriegszeit verbessern würden, denn nicht nur würden dadurch die Kosten für Gesundheitsfürsorge und Renten auf die Schultern der Allgemeinheit verlagert, sondern es stünden auch gesündere, wohlhabendere und damit motiviertere Arbeitskräfte zur Verfügung, die zugleich die Nachfrage nach britischen Produkten erhöhen würden. Der National Health Service wurde in den späten 1940er Jahren unter Premierminister Clement Attlee (Labour Party) eingerichtet.
Beveridge sah Vollbeschäftigung (die er als Arbeitslosigkeit von unter 3 % definierte) als Zielpunkt eines sozialen Sicherungssystems, wie es der Beveridge-Report propagierte. In seinem Werk Full Employment in a Free Society (1944) erläuterte er, wie dieses Ziel erreicht werden könnte. Dazu zählten fiskalische Regulierung im Sinne von Keynes, eine direkte Kontrolle der Arbeitskräfte und eine staatliche Kontrolle der Produktionsmittel. Antrieb seines Denkens war die Idee sozialer Gerechtigkeit und die Schaffung einer idealen neuen Gesellschaft nach dem Krieg. Er war überzeugt, dass gesellschaftliche Probleme sich mit Hilfe objektiver sozio-ökonomischer Gesetzmäßigkeiten erklären und lösen ließen.

## Beveridges spätere Karriere
Nach dem Erscheinen seines Berichts Full Employment in a Free Society wurde Beveridge als Abgeordneter der Liberal Party für Berwick-upon-Tweed in das House of Commons gewählt.
1946 wurde er als Baron Beveridge, of Tuggal in the County of Northumberland, in den erblichen Adelsstand erhoben und stieg bald zum Wortführer der Liberalen im House of Lords auf. Da Beveridge kinderlos geblieben war, erlosch der Titel mit seinem Tod.

## Werke
- Unemployment: A problem of industry, 1909.
- Prices and Wages in England from the Twelfth to the Nineteenth Century, 1939.
- Social Insurance and Allied Services, 1942. (Beveridge Report) – excerpts (executive summary)
- Full Employment in a Free Society, 1944.
- The Economics of Full Employment, 1944.